# World Games 2017/Teilnehmer (Singapur)
| Gelbes Symbol für Goldmedaillen mit stilisierten Olympischen Ringen | Graues Symbol für Silbermedaillen mit stilisierten Olympischen Ringen | Braundes Symbol für Bronzemedaillen mit stilisierten Olympischen Ringen |
| ------------------------------------------------------------------- | --------------------------------------------------------------------- | ----------------------------------------------------------------------- |
| —                                                                   | —                                                                     | —                                                                       |

Singapur nahm in Breslau an den World Games 2017 teil. Singapur nominierte vier Athleten, zwei Männer und zwei Frauen.

## Teilnehmer nach Sportarten
Bowling
| Athleten             | Wettbewerb | Qualifikation | Qualifikation | Achtelfinale      | Achtelfinale  | Viertelfinale | Viertelfinale | Halbfinale    | Halbfinale    | Finale        | Finale        | Rang          |
| Athleten             | Wettbewerb | Ergebnis      | Gegner        | Gegner            | Ergebnis      | Ergebnis      | Gegner        | Ergebnis      | Gegner        | Ergebnis      | Gegner        | Rang          |
| -------------------- | ---------- | ------------- | ------------- | ----------------- | ------------- | ------------- | ------------- | ------------- | ------------- | ------------- | ------------- | ------------- |
| Frauen               |            |               |               |                   |               |               |               |               |               |               |               |               |
| Joey Yeo             | Einzel     | 1381          |               | Patricia De Faria | 2:1           | ausgeschieden | ausgeschieden | ausgeschieden | ausgeschieden | ausgeschieden | ausgeschieden | ausgeschieden |
| Jasmine Yeong-Nathan | Einzel     | 1260          | ausgeschieden | ausgeschieden     | ausgeschieden | ausgeschieden | ausgeschieden | ausgeschieden | ausgeschieden | ausgeschieden | ausgeschieden | 18            |
| Männer               |            |               |               |                   |               |               |               |               |               |               |               |               |
| Marcus Kiew          | Einzel     | 1281          | ausgeschieden | ausgeschieden     | ausgeschieden | ausgeschieden | ausgeschieden | ausgeschieden | ausgeschieden | ausgeschieden | ausgeschieden | 25            |
| Qi En Kuek           | Einzel     | 1401          |               | Tommy Jones       | 2:0           | ausgeschieden | ausgeschieden | ausgeschieden | ausgeschieden | ausgeschieden | ausgeschieden | ausgeschieden |

| Frauen                        |        |                             |         |                                 |          |                                         |         |                                |         |               |               |               |               |               |
| Joey Yeo Jasmine Yeong-Nathan | Doppel | Sandra Gongora Tannya Lopez | 911:845 | Liliia Kononenko Daria Kovalova | 934:802  | Samantha Hannan Becky Daly              | 943:821 | Rocio Restrepo Clara Guerrero  | 843:949 | ausgeschieden | ausgeschieden | ausgeschieden | ausgeschieden | ausgeschieden |
| Männer                        |        |                             |         |                                 |          |                                         |         |                                |         |               |               |               |               |               |
| Marcus Kiew Qi En Kuek        | Doppel | Yuhi Shimbata Shogo Wada    | 951:977 | Thomas Larsen Jesper Agerbo     | 918:1015 | Salvatore Polizzotto Massimiliano Celli | 822:938 | Francois Lavoie Dan Maclelland | 951:898 | ausgeschieden | ausgeschieden | ausgeschieden | ausgeschieden | ausgeschieden |